# Jarosław Pietras
Jarosław Pietras (ur. 14 maja 1955 w Legionowie) – polski urzędnik państwowy, dyplomata, były minister do spraw europejskich.

## Życiorys
Absolwent Technikum Nukleonicznego w Otwocku. Ukończył studia na Wydziale Nauk Ekonomicznych Uniwersytetu Warszawskiego. W 1986 uzyskał stopień doktora nauk ekonomicznych. Był stypendystą w Centre for European Policy Studies w Brukseli, na University of Glasgow oraz na Duke University w ramach Programu Fulbrighta. Specjalizuje się w zakresie międzynarodowych stosunków gospodarczych. Prowadził wykłady w Katedrze Międzynarodowych Stosunków Gospodarczych WNE UW oraz w Katedrze Makroekonomii i Teorii Handlu Zagranicznego WNE UW. Jest autorem artykułów i prac naukowych z obszaru polityki handlowej, międzynarodowego handlu usługami i spraw europejskich. Jest także autorem publikacji dla dzieci, w tym wydanej w 2018 książki pt. Karolina Marchewka, Piotrek Pietruszka, Tomek Pomidor. Wakacje.
W latach 1990–1992 pełnił funkcję głównego specjalisty w Ministerstwie Współpracy Gospodarczej z Zagranicą. Od 1996 do 2006 pracował w Komitecie Integracji Europejskiej. W latach 1997–2004 był podsekretarzem stanu w UKIE, następnie w okresie od 1 kwietnia 2004 do 1 kwietnia 2006 sekretarzem stanu w tym urzędzie. W latach 2004–2006 pełnił też funkcję sekretarza Komitetu Integracji Europejskiej (tzw. ministra do spraw europejskich). 1 kwietnia 2006 został sekretarzem stanu w Ministerstwie Finansów, zrezygnował z tego stanowiska 21 września 2006.
W 2008 wygrał konkurs na dyrektora generalnego w Sekretariacie Generalnym Rady Unii Europejskiej. Stanął na czele dyrekcji generalnej TREE zajmującej się kwestiami transportu, energii, telekomunikacji, ochrony środowiska, klimatu, edukacji, kultury, polityki audiowizualnej, młodzieży i sportu w ramach SG Rady Unii Europejskiej. Pracę na stanowisku zakończył w 2020.

## Odznaczenia i wyróżnienia
- Krzyż Oficerski Orderu Odrodzenia Polski (za szczególne osiągnięcia w działalności państwowej i społecznej, 2014)[7][8]
- Oficer Legii Honorowej, Francja (2006)[9]
- Nagroda im. Andrzeja Bączkowskiego (2005)[10]